# (16250) Delbó
(16250) Delbó, désignation internationale (16250) Delbo, est un astéroïde de la ceinture principale.

## Description
(16250) Delbo est un astéroïde de la ceinture principale. Il fut découvert le 26 avril 2000 à la station Anderson Mesa par le programme LONEOS. Il présente une orbite caractérisée par un demi-grand axe de 2,31 UA, une excentricité de 0,15 et une inclinaison de 6,8° par rapport à l'écliptique.

## Compléments